# 4-カルボキシムコノラクトンデカルボキシラーゼ
4-カルボキシムコノラクトンデカルボキシラーゼ(4-carboxymuconolactone decarboxylase、EC 4.1.1.44)は、以下の化学反応を触媒する酵素である。
2-カルボキシ-2,5-ジヒドロ-5-オキソフラン-2-酢酸{\displaystyle \rightleftharpoons } 4,5-ジヒドロ-5-オキソフラン-2-酢酸 + CO2
従って、この酵素の基質は、2-カルボキシ-2,5-ジヒドロ-5-オキソフラン-2-酢酸のみ、生成物は、4,5-ジヒドロ-5-オキソフラン-2-酢酸と二酸化炭素の2つである。
この酵素はリアーゼ、特に炭素-炭素結合を切断するカルボキシリアーゼに分類される。系統名は、2-カルボキシ-2,5-ジヒドロ-5-オキソフラン-2-酢酸 カルボキシリアーゼ (4,5-ジヒドロ-5-オキソフラン-2-酢酸形成)(2-carboxy-2,5-dihydro-5-oxofuran-2-acetate carboxy-lyase (4,5-dihydro-5-oxofuran-2-acetate-forming))である。他に、gamma-4-carboxymuconolactone decarboxylase、4-carboxymuconolactone carboxy-lyaseとも呼ばれる。この酵素は、ヒドロキシル化による安息香酸の分解に関与している。

## 構造
2007年末時点で、1つの構造が解明されている。蛋白質構造データバンクのコードは、2AF7である。